# Váci járás
A Váci járás Pest vármegyéhez tartozó járás Magyarországon, amely 2013-ban jött létre. Székhelye Vác. Területe 362,19 km², népessége 67 781 fő, népsűrűsége pedig 187 fő/km² volt 2013. elején. 2013. július 15-én két város (Vác és Őrbottyán) és 16 község tartozott hozzá.
A Váci járás a járások 1983. évi megszüntetése előtt is létezett, ezen a néven a 19. század közepéig, majd ismét 1898-tól. Az 1950-es megyerendezésig Pest-Pilis-Solt-Kiskun vármegyéhez, azután pedig Pest megyéhez tartozott, székhelye végig Vác volt. Ezen a néven 1898-tól működött az addigi Váci felső járás átnevezése után, melynek állandó székhelye az állandó járási székhelyek kijelölése (1886) óta Vác volt.
A Váci felső járás Pest-Pilis-Solt vármegye egykori Váci járásának kettéosztásakor annak északnyugati részéből jött létre a 19. század közepén. (A délkeleti rész neve Váci alsó járás lett.) Az 1876-os megyerendezéstől mindkettő Pest-Pilis-Solt-Kiskun vármegyéhez tartozott, az állandó járási székhelyek kijelölésekor (1886) az előbbinek Vác, az utóbbinak Gödöllő lett a székhelye, 1898-tól pedig a székhelyük után Váci illetve Gödöllői járás lett az elnevezésük.

## Települései
| Település     | Rang (2013. július 15.) | Közös hivatal | Kistérség (2013. január 1.) | Népesség (2013. január 1.) | Terület (km²) |
| ------------- | ----------------------- | ------------- | --------------------------- | -------------------------- | ------------- |
| Vác           | járásszékhely város     |               | Váci                        | 33 475                     | 61,6          |
| Őrbottyán     | város                   |               | Veresegyházi                | 7 091                      | 27,38         |
| Acsa          | község                  | Acsa          | Váci                        | 1 407                      | 26,94         |
| Csörög        | község                  |               | Váci                        | 1 891                      | 5,05          |
| Csővár        | község                  | Acsa          | Váci                        | 633                        | 17,17         |
| Galgagyörk    | község                  | Püspökhatvan  | Váci                        | 1 087                      | 14,71         |
| Kisnémedi     | község                  | Vácduka       | Váci                        | 640                        | 13,83         |
| Kosd          | község                  |               | Váci                        | 2 483                      | 34,07         |
| Penc          | község                  | Penc          | Váci                        | 1 502                      | 21,34         |
| Püspökhatvan  | község                  | Püspökhatvan  | Váci                        | 1 453                      | 24,72         |
| Püspökszilágy | község                  | Penc          | Váci                        | 756                        | 25,31         |
| Rád           | község                  | Rád           | Váci                        | 1 944                      | 17,74         |
| Sződ          | község                  |               | Váci                        | 3 586                      | 15,74         |
| Sződliget     | község                  | Sződliget     | Váci                        | 4 423                      | 7,31          |
| Vácduka       | község                  | Vácduka       | Váci                        | 1 360                      | 8,4           |
| Váchartyán    | község                  | Rád           | Váci                        | 1 772                      | 12,11         |
| Váckisújfalu  | község                  | Püspökhatvan  | Veresegyházi                | 409                        | 10,69         |
| Vácrátót      | község                  | Sződliget     | Veresegyházi                | 1 869                      | 18,08         |